# Máximo Castillo
Máximo Castillo (11 de mayo de 1864-1919) fue un militar mexicano que participó en la Revolución mexicana de 1910 a 1920, quién luchó por la Reforma Agraria en el Noreste de México. Castillo nació pobre siendo un trabajador agrícola itinerante gran parte de su vida. Su historia en la revolución comienza cuando sucede una enorme coincidencia en San Antonio, Texas, cuando escapó de su prisión en San Luis Potosí, Castillo se encontraba en ese lugar por motivos desconocidos, muy probablemente se trataba de una cuestión de su rutina. Máximo Castillo no siempre fue el general que algunos conocían, él era un hombre del campo; Cuando estos dos hombres se encontraron, Madero se dio cuenta de que su futuro general era conocedor del relieve de algunos lugares del norte, fue esto lo que hizo que Francisco I. Madero decidiera regresar a México con Castillo a su lado como una especie de guía. Al regresar a su nativa Chihuahua, se unió a la Revolución Mexicana siendo guardaespaldas personal de Madero. A pesar del paso del tiempo, Madero no se separó de Máximo y desde el movimiento maderista alcanzó el grado de general. Operó en el estado de Chihuahua, en donde fue Jefe de escolta del presidente Francisco I. Madero. Desilusionado por la lentitud de las reformas de Madero y una vez que ganó poder, Castillo rápidamente se unió a la oposición armada contra el Gobierno de Madero. Fue hecho prisionero en los Estados Unidos después de que el gobierno lo acusó del sabotaje de un tren. En su internamiento, escribió una serie de memorias que sería la base para formar el estudio histórico de su vida hasta el momento actual. En 1912 se unió al orozquismo, pero no reconoció a Victoriano Huerta en 1913, ni quiso unirse con Francisco Villa años después. Murió a la edad de 55 años en Cuba.

## Primeros años
Máximo Castillo nació el 11 de mayo de 1864 en el rancho de su abuelo en Chihuahua, fuera de la Villa de San Nicolás de Carretas (ahora Gran Morelos). En el rancho vivían cerca de cuatro mil mestizos, incluidos sus padres, que eran dueños de varias pequeñas comunas de tierra. A los 18 años, se casó con María de Jesús Flores. Fue un literato y respetado campesino, su esposa y sus dos hijos luchando con sus finanzas. Rechazó ser mayorazgo de la villa en 1895 y trabajó como herrero y como minero antes de mudarse a la Ciudad de Chihuahua en 1901. A los pocos años marchó como trabajador granjero migrante a los Estados Unidos. Los viajes a ese país lo radicalizaron.

## La Revolución Mexicana
Al regresar con su familia en 1908, comenzó a retar la dictadura del General Porfirio Díaz. Fue influido por los escritos realizados contra la política del General Díaz realizados por Francisco I. Madero. Se unió a la revolución de Madero en 1910 y rápidamente fue su guardaespaldas personal. En marzo de 1911, Madero asedio Casas Grandes donde fue herido, aunque esto fue más tarde negado. Castillo salvo su vida pero sus fuerzas fueron rechazadas por las tropas de Díaz. Solo dos meses después, las fuerzas revolucionarias capturaron Cd. Juárez lo que puso fin al gobierno de Díaz. Madero fue elegido presidente en octubre de ese mismo año. Castillo rechazó una posición importante en la capital y regresó a su hogar con órdenes de Madero de llevar la lucha a la región. Aquí, reemplazó a las autoridades locales que eran impopulares con el apoyo de los rurales, pero no tendría éxito en el control del bandidaje local.
Fue cuestionado por la lenta pacificación de la reforma bajo el nuevo régimen. El 2 de febrero de 1912, junto con otros líderes revolucionarios firmaron el Plan de Santa Rosa que proclamaba una economía radical y cambios políticos en México. Pocas semanas después, también firmó el Plan de la Empacadora mientras apoyaba la resistencia armada contra el gobierno de Madero, el cual envío al General Victoriano Huerta a pelear contra los insurgentes. Después del asesinato de Madero y el ascenso del General Huerta a la Presidencia, hizo alianza con Pascual Orozco, uno de los líderes revolucionarios. Castillo se opuso a la alianza con este nuevo gobierno, pero carecía de tropas y pertrechos para retarlo de manera eficaz. Giró su atención hacia el noreste de México.
Disgustado con Madero y Huerta, apoyo fuertemente las reformas de tierra de Emiliano Zapata, líder revolucionario en Morelos, en el sur. Se conocieron brevemente en 1911 el cual le dejó una profunda impresión de Zapata. En marzo de 1913, Castillo conoció en El Paso (Texas) a Emilio Vázquez Gómez un líder nacional del movimiento zapatista mientras Castillo estaba comprometido en apoyarlo en el Norte. Con el rango de general brigadier, prometió a Gómez: "Estos sufriendo por sus ideales y tengo jurado por mi honor así como por mis hijos el pelear hasta la victoria o muerte".

## Prisión
A principios de 1913, Castillo y sus seguidores comenzaron a tomar de blanco a los mineros estadounidenses, madereros y a intereses ferrocarrileros que se encontraban instalados en el noreste de México. Tenían la esperanza de adquirir pertrechos para mantener su ejército. Un blanco fue la tienda de Romney & Farnsworth de la cual tomaron el dinero y bienes que fueran operados por Gaskell Romney, abuelo del político estadounidense Mitt Romney. Finalmente, Castillo se fue al estado de Nuevo México donde rápidamente fue detenido por las tropas estadounidenses y confinado en Fort Bliss al este de El Paso.
En la cárcel, el Gobierno de los Estados Unidos culpó a Castillo por la tragedia en Túnel de Cumbre. El 4 de febrero de 1914, una pandilla de bandidos causaron en forma deliberada que un tren de pasajeros que estaba con vagones de carga vacíos y que habían sido detenidos, fueron incendiados en el túnel del ferrocarril de Cumbre, en Chihuahua. Más de cincuenta y cinco personas, incluidos cerca de veinte estadounidenses, murieron en la conflagración. El gobierno de los Estados Unidos interrogó a Castillo que no estaba relacionado con la tragedia. Pancho Villa, opositor en ese momento de Castillo y sus reformas radicales, trataría de asesinar a Castillo si era dejado en libertad. La esposa de Villa, Luz Corral, dijo: "yo no pude creer que ese hombre con una cara gentil y ojos sonrientes haya cometido ese crimen". Algunos historiadores recientes han estado de acuerdo en que Castillo era inocente. En la prisión, Castillo escribió una serie de memorias que recientemente han descubierto los historiadores. Las memorias consisten principalmente en la descripción de la Revolución Mexicana y sus diversos líderes.

## Muerte y legado
Después de dos años en la prisión el gobierno de los Estados Unidos liberó y exilio a Castillo a Cuba. Abandonó el país a bordo del buque de vapor Excelsior en enero de 1916. Poco se sabe de los años finales antes de su muerte. En 1919, a los cincuenta y cinco años, murió. Su esposa falleció tres años después en la ciudad de Chihuahua, donde escuelas y calles llevan su nombre.